# Autofelação

Um homem realizando autofelação

Autofelação é o ato de estimulação oral do próprio pênis como forma de masturbação. Apenas um número limitado de machos é fisicamente capaz de realizar a autofelação.

## História
O egiptólogo David Lorton diz que muitos textos antigos se referem à autofelação dentro da religião do Egito, tanto no reino dos deuses quanto entre os seguidores que realizam rituais religiosos. De acordo com Lorton, no Papiro Bremner-Rhind 28, 20–24, em um documento chamado "Livro da Queda de Apófis", há um poema narrando como o deus sol Rá criou o deus Shu e a deusa Téfnis fazendo felação e cuspindo seu próprio sêmen no chão. Nos textos egípcios antigos, este ato geralmente é realizado pelo deus Atum, e a maioria dos textos retrata apenas o cuspir do sêmen ou apenas a masturbação, mas não ambos.
Michel Foucault cita a Oneirocritica de Artemidoro como identificando o ato de "por o órgão sexual [de alguém] na boca de alguém" como uma das três maneiras de estabelecer "relações consigo mesmo". Artemidoro pensava que os sonhos com esse ato "não natural" pressagiavam a morte de seus filhos, a perda de suas amantes ou a pobreza extrema.

## Aspectos físicos

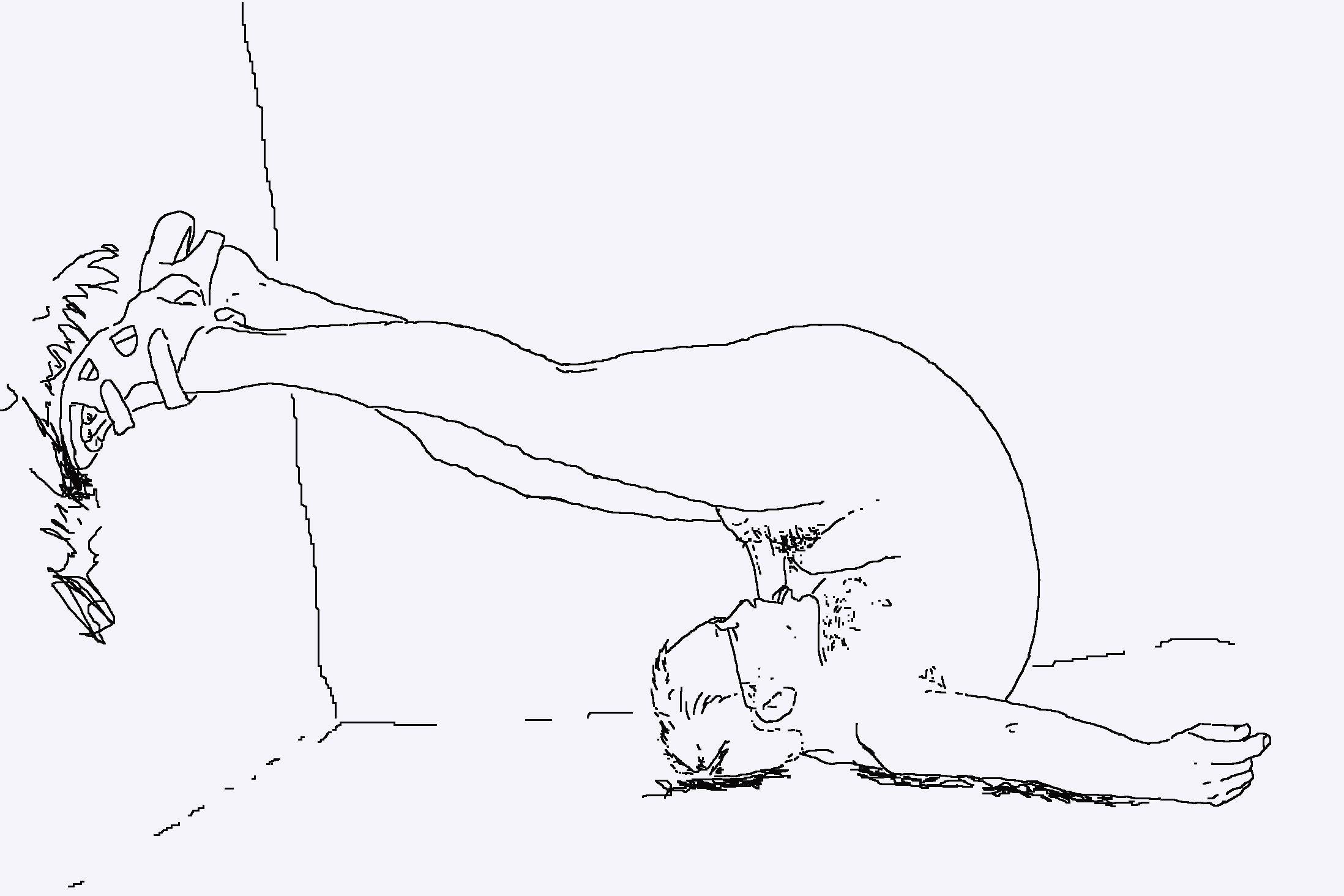
Desenho representando autofelação realizada na posição "arada"

Poucos homens possuem flexibilidade suficiente e comprimento do pênis para realizar com segurança o frontbend necessário. No entanto, o aumento da flexibilidade alcançado por meio de posições assistidas por gravidade e treinamento físico, como ginástica, contorcionismo ou ioga, pode tornar isso possível para alguns. Os biólogos americanos Craig Bartle e Alfred Charles Kinsey relataram que menos de 1% dos homens podem contatar oralmente com sucesso seu próprio pênis e que apenas dois ou três homens em mil poderiam realizar uma autofelação completa. Anteriormente, a autofelação era considerada pela ciência behaviorista um problema e não uma variedade na prática sexual.

## Referências na cultura

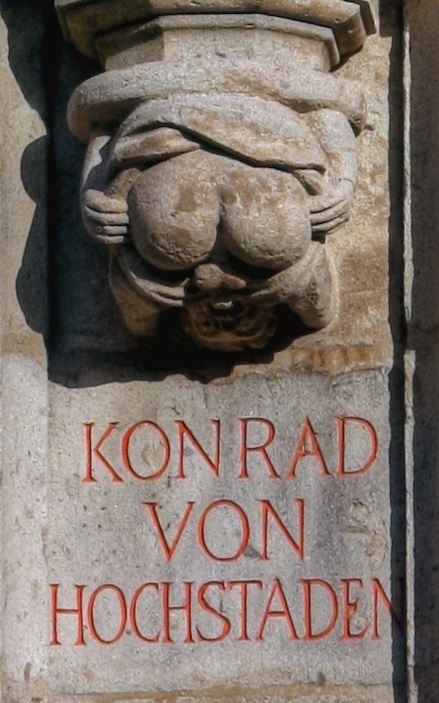
Um grotesco autofelatante abaixo de uma estátua de Konrad von Hochstaden